# Hyalomma dromedarii
Espèce
Hyalomma dromedarii est une espèce de tiques à corps dur de la famille des Ixodidae.

## Description
Le bouclier dorsal (conscutum) des mâles peut atteindre une longueur de 3,7 à 5,78 millimètres. Ces tiques au corps dur sont de forme largement ovale. La couleur de base va du jaune au rouge-brun.

## Hôtes
Cette espèce est étroitement associée aux chameaux, qui sont les principaux hôtes des adultes, qui peuvent également parasiter d'autres animaux domestiques. Les nymphes et les larves sont associées aux mêmes hôtes, mais peuvent également parasiter les rongeurs, les hérissons et les oiseaux.

## Vecteur de virus
L'espèce Hyalomma dromedarii est considéré comme un des vecteurs de la propagation du virus responsable de la fièvre hémorragique de Crimée-Congo, potentiellement mortelle. Les piqûres de cette tique provoquent la mort et la nécrose des tissus environnants. Les tissus morts tombent du corps après quelques jours. Les blessures semblent très graves, mais guérissent généralement sans aucune intervention et ne s'infectent généralement plus.

## Répartition
Hyalomma dromedarii se rencontre en Afrique du Nord, dans les régions septentrionales de l'Afrique de l'Ouest, centrale et orientale, en Arabie, en Asie Mineure, au Moyen-Orient et en Asie centrale et du Sud.

## Taxonomie
Le nom valide complet (avec auteur) de ce taxon est Hyalomma dromedarii Koch, 1844.
Hyalomma dromedarii a pour synonymes :
- Hyalomma aegyptium dromedarii Sharif, 1928
- Hyalomma aegyptium margaropoides Sénevet, 1922
- Hyalomma aegyptium var. dromedarii Neumann, 1901
- Hyalomma canariense Schulze & Schlottke, 1930
- Hyalomma delpyi Schulze & Gossel, 1936
- Hyalomma dromedarii canariense Schulze & Schlottke, 1930
- Hyalomma dromedarii dromedarii
- Hyalomma dromedarii Hoogstraal & Kaiser, 1960
- Hyalomma margaropoides Senevet, 1922
- Hyalomma persiacum Olenev, 1931
- Hyalomma yakimovi persiacum Olenev, 1931
- Hyalomma yakimovi Olenev, 1931
- Ixodes cinctus Lucas, 1840
- Ixodes trilineatus Lucas, 1836